# 邱添一
邱添一（1989年1月31日—）是中国职业足球运动员，司职中后卫，目前效力于天津泰达，由于身高超过一米九的同时仍然有不凡的速度而经常受到关注。
邱添一从小在大连接受足球训练，2006年开始随队征战乙级联赛，凭借出色的表现入选了国青队，2009年又代表山东省报名了全运会，但是因为手臂骨折而错过了所有比赛。
2010年，邱添一在转会期最后时刻签约中超上海申花，不过由于伤病恢复直到联赛最后一轮才获得替补出场机会，但是他仍然入选了新一届的中国国奥队。2011年，刚刚开始稳定首发的邱添一再次在比赛中手臂骨折，休战了大半个赛季。